# Prestonia cyaniphylla
Prestonia cyaniphylla là một loài thực vật có hoa trong họ La bố ma. Loài này được (Rusby) Woodson miêu tả khoa học đầu tiên năm 1936.